# Système linéaire à paramètres variants
 (février 2011).
Si vous disposez d'ouvrages ou d'articles de référence ou si vous connaissez des sites web de qualité traitant du thème abordé ici, merci de compléter l'article en donnant les références utiles à sa vérifiabilité et en les liant à la section « Notes et références ».
Un système linéaire à paramètres variant (ou système LPV), est un système non-linéaire décrit à l'aide de la représentation d'état d'un ensemble de systèmes linéaires interpolés entre-eux. Cette interpolation s'effectue par l'intermédiaire d'un paramètre dit de séquencement, constitué de variables qui peuvent être exogènes ou endogènes au système. Dans le cas endogène, on parle de système quasi-LPV (ou qLPV). Le paramètre de séquencement est généralement supposé mesurable ou estimable en temps-réel. Ce mode de représentation est particulièrement utile pour synthétiser des lois de commande par séquencement de gain.

## Représentation d'état
En automatique, un système LPV, de dimension finie est donné par la représentation d'état suivante :
{\displaystyle {\begin{cases}\delta x(t)&=&A(\theta )x(t)+B(\theta )u(t)\\y(t)&=&C(\theta )x(t)+D(\theta )u(t)\end{cases}}}
avec :
{\displaystyle x(t)\in \mathbb {R} ^{n_{x}}} : un vecteur colonne qui représente les {\displaystyle n_{x}} variables d'état ;
{\displaystyle u(t)\in \mathbb {R} ^{n_{u}}} : un vecteur colonne qui représente les {\displaystyle n_{u}} commandes ;
{\displaystyle y(t)\in \mathbb {R} ^{n_{y}}} : un vecteur colonne qui représente les {\displaystyle n_{y}} sorties ;
{\displaystyle A(\theta )\in \mathbb {R} ^{n_{x}\times n_{x}}} : la matrice d'état ;
{\displaystyle B(\theta )\in \mathbb {R} ^{n_{x}\times n_{u}}} : la matrice de commande (ou matrice d'entrée) ;
{\displaystyle C(\theta )\in \mathbb {R} ^{n_{y}\times n_{x}}} : la matrice d'observation (ou matrice de sortie) ;
{\displaystyle D(\theta )\in \mathbb {R} ^{n_{y}\times n_{u}}} : la matrice d'action directe.
et où {\displaystyle \delta x(t)} dénote {\displaystyle {\dot {x}}(t)} ou {\displaystyle x(t+1)} suivant le contexte temps-continu ou temps-discret. Le paramètre de séquencement (ou d'interpolation) {\displaystyle \theta \in \Theta \subseteq \mathbb {R} ^{n_{\theta }}} est un signal composé des variables de séquencement, et dont la dynamique n'est généralement pas connu à l'avance. La dynamique de ce paramètre change la représentation d'état du système en temps-réel. Dans le cas quasi-LPV, ce paramètre dépend généralement de l'état {\displaystyle x} du système.
Lorsque la représentation d'état dépend de manière affine du paramètre {\displaystyle \theta }, et que l'espace des paramètres {\displaystyle \Theta } est un polytope borné, on parle de système LPV polytopique.